# Kingsli Ejmis
Ser Kingsli Vilijam Ejmis (16. april 1922 – 22. oktobar 1995) bio je engleski romanopisac, pesnik, kritičar i učitelj. Napisao je više od 20 romana, šest knjiga poezije, memoare, kratke priče, radio i televizijske tekstove, kao i društvenu i književnu kritiku. Najpoznatiji je po satiričnim komedijama, poput Lucky Jim (1954), One Fat Englishman (1963), Ending Up (1974), Jake's Thing (1978) i The Old Devils (1986). Njegov biograf, Zahari Lider, nazvao je Amisa „najboljim engleskim komičnim romanopiscom druge polovine dvadesetog veka”. On je otac romanopisca Martina Ejmisa. Godine 2008, Tajms ga je svrstao na deveto mesto na listi 50 najvećih britanskih pisaca od 1945. godine.

## Život i karijera
Kingsli Ejmis je rođen 16. aprila 1922 u Klapamu u južnom delu Londona, kao jedino dete Vilijama Roberta Ejmisa (1889–1963), službenika u preduzeću za proizvodnju senfa Kolmans u Londonu, i njegove žene Rouz Ani (devojački Lukas). Ejmisovi baba i deda su bili bogati. Otac Vilijama Ejmisa, trgovac staklom Džozef Džejms Ejmis, posedovao je vilu zvanu Barčester u Purliju, tada delu Sarija. Ejmis je smatrao Dž. Dž. Ejmisa - kojeg je uvek zvao „Pater” ili „Dada” - „šaljivim, uzbudljivim, budalastim malim čovekom”, koga „nije voleo i koji mu je bio odbojan”. Njegova supruga Džulia „bila je veliko, odvratno, dlakavo stvorenje ...” koju je [Ejmis] prezirao i koje se bojao. Roditelji njegove majke (njen otac, entuzijastični kolekcionar knjiga, zaposlen u gospodskoj krojačnici kao krojački pomoćnik, bio je jedini deda do kojeg je  Ejmisu bilo stalo. Živeli su u Kambervelu. Ejmis se nadao da će naslediti veći deo dedine biblioteke, ali je Ejmisu njegova baba dozvolila da uzme samo pet tomova.
Ejmis je odrastao u Norberiju - po njegovoj kasnijoj proceni „to nije bilo mesto, već izraz na mapi [-], zapravo bih trebao reći da potičem sa stanice Norberi.” Godine 1940, Ejmisovi su se preselili u Berkhamsted, Hartfordšir. Školovao se u školi u Londonu (poput njegovog oca) kao stipendista, a nakon prve godine, aprila 1941. primljen je na koledž Sent Džon u Oksfordu, takođe kao stipendista, gde je studirao engleski. Tamo je upoznao Filipa Larkina, sa kojim je stvorio najvažnije prijateljstvo u svom životu. Dok je bio u Okfordu u junu 1941. godine, Ejmis se pridružio Komunističkoj partiji Velike Britanije. S komunizmom je raskinuo 1956. godine, u svetlu osuda sovjetskog lidera Nikite Hruščova Josipa Staljina u svom govoru O kultu ličnosti i njegovim posledicama. U julu 1942. pozvan je u nacionalnu službu i služio je u Kraljevskom korpusu veza. U Okford se vratio u oktobru 1945. godine kako bi završio studije. Iako je naporno radio i zaradio rang prvog diplomca svoje generacije na studijama engleske književnosti 1947. godine, do tada je već odlučio da veći deo svog vremena posveti pisanju.
Godine 1946. je upoznao Hilari Bardvel. Oni su se venčali 1948. godine, nakon što je zatrudnila sa njihovim prvim detetom Filipom. Ejmis je isprva organizovao da ona obavi pobačaj na crno, ali se predomislio iz bojazni za njenu dobrobit. On je bio predavač engleske književnosti na Univerzitetskom koledžu u Svonsiju od 1949. do 1961. godine. Sledila su još dva deteta: Martin u avgustu 1949 i Sali u januaru 1954.
Nekoliko dana nakon Salinog rođenja, Ejmisov prvi roman, Laki Džim, objavljen je uz veoma dobar prijem. Kritičari su smatrali da je podrobno pronikao u dušu Britanije 1950-ih i da je pokrenuo novi prozni stil. Do 1972. godine, ne samo da je dosegao impresivan tiraž u Britaniji, nego je i u SAD prodato 1,25 miliona primeraka. To delo je prevedeno je na 20 jezika, uključujući poljski, hebrejski, korejski i srpskohrvatski. Roman je dobio nagradu Samerset Mom za fikciju i Ejmis je postao jedan od pisaca poznatih kao Gnevni mladići. Laki Džim je bio među prvim britanskim univerzitetskim romanima, postavljajući presedan kasnijim generacijama pisaca kao što su Malkolm Bradberi, Dejvid Lodž, Tom Šarp i Hauard Džejkobson. Kao pesnik, Ejmis je bio povezan sa Pokretom.
U periodu od 1958-1959. Ejmis je posetio Sjedinjene Države kao gostujući saradnik kreativnog pisanja na Univerzitetu Prinston i gostujući predavač na drugim univerzitetima severoistoka. Po povratku u Britaniju, zapao je u rutinu, te je počeo da traži novo radno mesto. Nakon 13 godina provedenih u Svonsiju, Ejmis je postao istraživač na Peterhausu u Kembridžu 1961. godine, ali je pokajao zbog tog poteza u toku prve godine, doživljavajući Kembridž kao akademsko i društveno razočaranje. Podneo je ostavku 1963. godine, nameravajući da se preseli na Majorku, mada se zapravo preselio samo u London.
Godine 1963. Hilari je otkrila da je Ejmis bio u ljubavnoj vezi sa spisateljicom Elizabet Džejn Haurd. Hilari i Ejmis su se razdvojili u avgustu, i on je otišao da živi sa Haurdovom. Od Hilari se razveo 1965. godine, a iste godine se i venčao sa Haurdovom. Godine 1968. se preselio sa Haurdovom u Lemons, kuću u Barnetu, u severnom Londonu. Ona i Ejmis su se razveli 1983. godine.

## Izabrana dela

### Poezija
- 1947
- 1953
- 1954
- 1956
- 1962
- 1968
- 1979

### Proza
Romani
- c. 1948 The Legacy (neobjavljeno)
- 1954
- 1955
- 1958
- 1960
- 1963
- 1965  (sa Robertom Konkvestom)
- 1966
- 1968  (pseud. Robertom Markamom)
- 1968
- 1969
- 1971
- 1973
- 1974
- 1975
- 1976
- 1978
- 1980
- 1984
- 1986
- 1988
- 1990
- 1991
- 1992
- 1994
- 1995
- c. 1995 Black and White (nezavršeno)[16]

Kolekcije kratke fikcije
- 1962
- 1980
- 1991

Druga kratka fikcija
- 1960  (kratka priča), Punch, decembar 1960

### Nefikcija
- 1957 , pamflet Fabijan društva
- 1960
- 1965
- 1965  (pseud. komandant Vilijam ('Bil') Taner)
- 1970
- 1972
- 1974
- 1983
- 1984
- 1990
- 1991
- 1997  (ime je delom igra reči, jer je on ponekad bio zvan „Kingers” ili „King” među prijateljima i u familiji, po rečima njegovog sina Martina u njegovim memoarima naslovljenim Iskustvo)
- 2001 , uredio Zahari Lider
- 2008 , Uvod je napisao Kristofer Hičens (antološko izdanje dela On Drink, Everyday Drinking i How's Your Glass?)

### Editor
- 1967  (ed. sa Robertom Konkvestom)
- 1978  (ed.)

## Literatura
- Amis, Kingsley (1992). Kingsley Amis: Memoirs. Penguin.
- Amis, Kingsley (2000).  Leader, Zachary, ур. The Letters of Kingsley Amis. HarperCollins. ISBN 0-00-257095-5.
- Bradbury, Malcolm (1989). No, Not Bloomsbury. Arena. ISBN 0-09-954410-5.
- Bradford, Richard (2001). Lucky Him: The Life of Kingsley Amis. Peter Owen. ISBN 0-7206-1117-2.
- Fussell, Paul (1994). The Anti-Egotist: Kingsley Amis, Man of Letters. Oxford UP.
- Jacobs, Eric (1995). Kingsley Amis, a Biography. Hodder & Stoughton. ISBN 0-340-59072-6.
- Leader, Zachary (2006). The Life of Kingsley Amis. Jonathan Cape. ISBN 0-224-06227-1.
- Powell, Neil (2008). Amis & Son – Two literary generations. Pan Macmillan.
- Ritchie, Harry (1988). Success Stories: Literature and the Media in England, 1950–1959. Faber & Faber. ISBN 0-571-14764-X.
- Kingsley Amis's Troublesome Fun, Michael Dirda. The Chronicle of Higher Education 22 June 2007. B9-B11.
- Amis, Martin (2002). Koba the Dread: Laughter and the Twenty Million. Talk Miramax Books. ISBN 978-1400032204.

## Spoljašnje veze
- Kingsley Amis на сајту  (језик: енглески)
- "Kingsley Amis in the Great Tradition and in Our Time," by Robert H. Bell, Williams College. Introduction to Critical Essays on Kingsley Amis, ed. Robert H. Bell, New York: G.K. Hall, 1998.
- Guardian Books "Author Page", with profile and links to further articles.
- Michael Barber (zima 1975). „Kingsley Amis, The Art of Fiction No. 59”. The Paris Review.
- "The Serious Comedian", by Tom Chatfield, Prospect Magazine, a review of Zachary Leader's biography.
- "The old devil" – article on Amis by Mark Steyn in The New Criterion
- The Amis Inheritance—Profile on Martin and Kingsley Amis by Charles McGrath from New York Times Magazine (22 April 2007).
- Kingsley Amis Collection Архивирано на веб-сајту  (16. јануар 2013) at the Harry Ransom Center at the University of Texas at Austin.
- Kingsley Amis Literary Estate
- Kingsli Ejmis на сајту NPG (језик: енглески)